# Ковтун Олег Іванович
Олег Іванович Ковтун (нар. 15 травня 1968) — радянський, український та білоруський футболіст, універсал, по завершенні кар'єри — тренер.

## Життєпис
Вихованець дніпропетровського футболу. Дорослу кар'єру розпочав 1985 року в клубі другої ліги СРСР «Колос» (Павлоград). Потім до розпаду СРСР грав тільки за колективи фізкультури, з перервою на службу в армії. У 1991 році в складі «Ведрича» (Річиця) став переможцем другої ліги чемпіонату Білоруської РСР.
У 1992 Гоуд зіграв 3 матчі в першій лізі України за «Хімік» (Сєвєродонецьк). Потім повернувся до Білорусі і півтора сезони відіграв у вищій лізі за «Гомсільмаш». По ходу сезону 1993/94 року повернувся в речицький клуб, де на цей раз провів три роки. У 1997 році, після вильоту «Ведрича» з вищої ліги перейшов у «Білшину», але через травму не зміг закріпитися в основі клубу. Срібний призер чемпіонату Білорусі 1997 року. У 1998 році в черговий раз повернувся в «Ведрич», де грав до кінця кар'єри. У 1999 році зі своїм клубом завоював право на повернення в еліту, ставши срібним призером першої ліги, а по результатам сезону 2001 року речицький клуб знову вилетів з вищої ліги, після чого футболіст завершив кар'єру.
Всього у вищій лізі Білорусі зіграв 184 матчі та відзначився 21 голом. Виступав на різних позиціях в поле — ліберо, центральний захисник, крайній півзахисник, нападник.
Після закінчення кар'єри працював дитячим тренером. У свій час тренував дорослу аматорську команду «Нафтовик» (Речиця).